# Čižapka
La Čižapka (in russo Чижа́пка?) è un fiume della Russia siberiana occidentale, affluente di destra del Vasjugan (bacino idrografico dell'Ob'). Scorre nel Kargasokskij rajon dell'Oblast' di Tomsk.
Nasce e scorre nella regione pianeggiante delle paludi di Vasjugan, parte del grande bassopiano siberiano occidentale, in direzione prevalentemente nord-orientale senza incontrare alcun centro urbano di rilievo.
La Čižapka è gelata, mediamente, da fine ottobre/primi di novembre a fine aprile/primi di maggio; le maggiori piene annuali si registrano invece nel periodo maggio-luglio. Nel periodo in cui è libero dai ghiacci, il fiume è navigabile per 108 km a monte della foce. I maggiori affluenti sono: Čagva, Ekyl'čak e Salat, tutti provenienti dalla sinistra idrografica.